# Thompson (kulsprutepistol)
Thompson (också känd som Tommy gun) kallas en typ av amerikansk kulsprutepistol som blev ökänd under förbudstiden och gjordes berömd genom gangsterfilmer. Den utvecklades för användning i det första världskriget men hann inte bli klar innan kriget tog slut 1918. Den användes i stor utsträckning av amerikanska trupper och andra allierade länder under andra världskriget. I amerikansk tjänst ersattes den av M3-kpisten med början 1943 eftersom M3:an var enklare och billigare att tillverka än Thompson-kpisten.

## Historia och användning

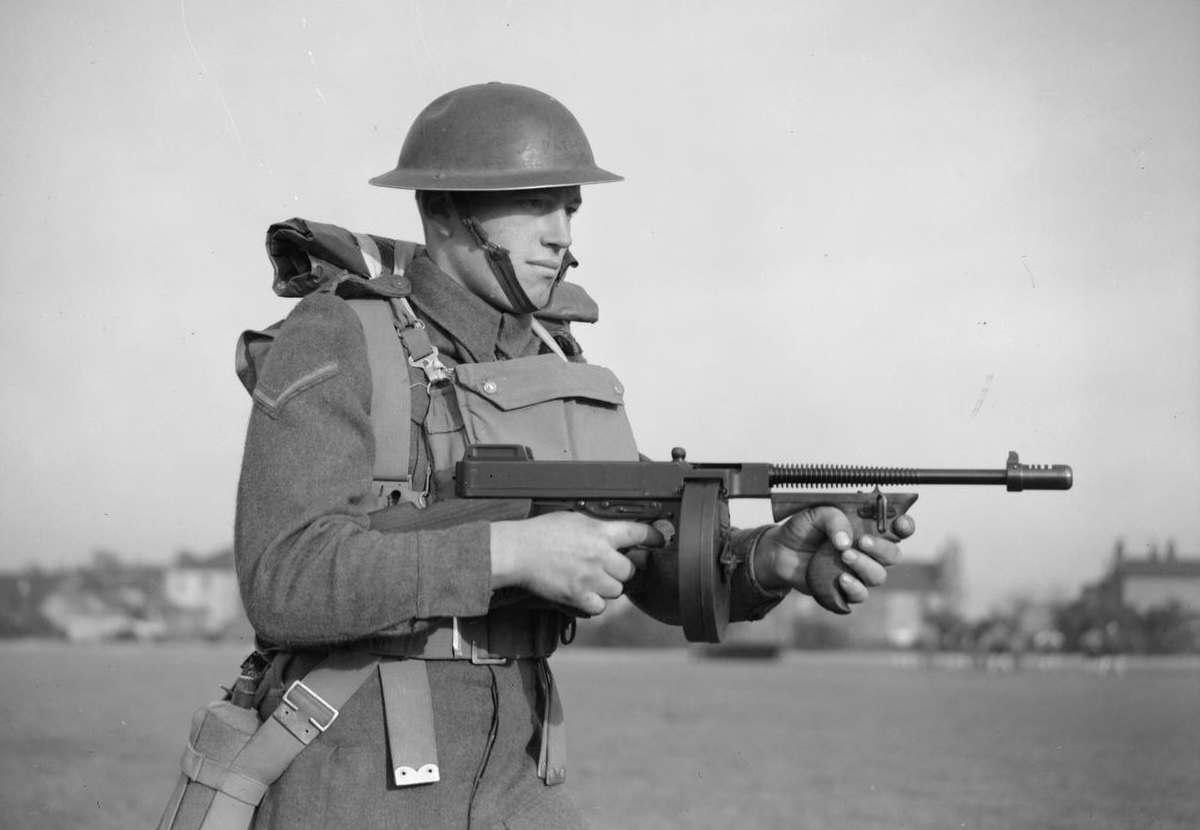
Brittisk korpral ur East Surrey Regiment, utrustad med Thompson M1928 med trummagasin, 25 november 1940.

Kulsprutepistolen utvecklades under åren 1915–1921 under överinseende av den amerikanske generalen John T. Thompson och baserades på erfarenheter från första världskrigets skyttegravskrig. Thompson tänkte vapnet som en "trench broom", skyttegravskvast, som skulle sopa rent i fientliga skyttegravar. Tyskarna hann emellertid före med detta koncept och sin egen kulsprutepistol (MP 18) och Thompsons vapen hann inte bli färdigt innan kriget slutade. Den första modellen började tillverkas 1921 som M1921.
M1921 var tillgänglig för civila köpare i USA men det höga priset gjorde att få såldes på den civila marknaden. Små kvantiteter såldes till poliskårer och myndigheter runt om i USA och viss export förekom också, främst till Central- och Sydamerika. Den Irländska republikanska armén fick ett antal Thompson från anhängare i USA och dessa användes i senare delen av irländska frihetskriget och i irländska inbördeskriget. Den amerikanska marinkåren anskaffade även ett antal Thompson av varianten M1928 och dessa blev populära bland marinkårssoldater under Banankrigen i Centralamerika, bland annat i Nicaragua.
Det var emellertid som ett vapen använt av gangstrar i tidens Hollywoodfilmer under den stora depressionen som kulsprutepistolen främst blev känd. Under samma tid införskaffade Kina vapnet för användning i det andra kinesisk-japanska kriget, och så småningom påbörjade de lokal tillverkning.

### Användning under andra världskriget
Den amerikanska försvarsmakten antog vapnet 1938 och den kom till användning i andra världskriget, Koreakriget samt i de inledande skedena av Vietnamkriget. Andra allierade länder under andra världskriget som anskaffade Thompson var Storbritannien och Frankrike. Modifikationer för att förenkla tillverkningen och göra vapnet billigare ledde till modellerna M1 och M1A1.
Vapnet fick stor spridning bland allierade styrkor under andra världskriget och användes av spaningssoldater, underbefäl och patrullchefer. Bland annat användes det av brittiska och kanadensiska kommandosoldater och av amerikanska fallskärmsjägare och specialförbandet United States Army Rangers. Även Sovjetunionen fick Thompson-vapen genom USA:s program av Lend-lease men dessa användes i väldigt liten omfattning.
Australiensiska trupper och andra samväldesstyrkor använde vapnet under Stillahavskriget och det blev omtyckt för patrulluppdrag i djungeln. Den höga vikten och leveranssvårigheter gjorde emellertid att det ersattes av andra kulsprutepistoler, som den australiensiska Owen. Även USA:s marinkår använde den i Stillahavsområdet men ammunitionen visade sig vara för klen för den täta växtligheten i djungeln.
Thompson var en mycket kraftig kpist som med sin grövre kaliber hade större stoppkraft av oskyddade mål än kpistar med 9 mm ammunition. Är avståndet längre än 200 meter så tappar .45-kulan sin verkan, då den låga utgångshastigheten begränsar precision, räckvidd och genomslagskraft, till skillnad från kpistar i kaliber 9 mm som uppvisar betydligt bättre räckvidd och penetration, i synnerhet av hårda material som skyddsvästar och hjälmar.
Precisionen blev också lidande av rekylen från kaliber .45 ACP tillsammans med den höga eldhastigheten vilket gör att pipmynningen stegrar. Så i Europa var den ett effektivt vapen, speciellt i stadsmiljöer där avstånden sällan överskred 100 meter. Men på Stillahavsöarna var den mindre effektiv om man var tvungen att skjuta genom djungelvegetation, då den bromsade upp kulorna så att penetrationen blev svag.

### Användning i Sverige
Kulsprutepistol m/40 köptes in till Sverige från USA under andra världskrigets första år. Sverige beställde 1500 exemplar men i januari 1940 stoppades på brittisk begäran leveranserna av all amerikansk krigsmateriel till Sverige och endast 500 av dessa vapen hann därför levereras. Det var tänkt att kpist m/40 skulle tilldelas den svenska frivilligkåren i det finska vinterkriget men kriget hann ta slut innan vapnen hann delas ut. Kpist m/40 är en Colt Thompson 1921, en variant som saknar framgreppet på senare modeller och som kunde laddas med på 20 patroners stavmagasin eller 50 patroners trummagasin. Redan 1951 utgick kpist m/40 ur den svenska försvarsmaktens arsenal.

#### Kulsprutepistol m/40, tekniska data
- Kaliber: 11,4 x 23 mm m/40 (.45 ACP)
- Längd: 838 mm
- Vikt : 4,4 kg
- Eldhastighet: 600 skott per minut
- Magasinkapacitet: 20 patroner i stavmagasin eller 50 patroner i trummagasin
- Praktisk räckvidd: ca 200 meter

### Efterkrigstiden
Vid Koreakrigets utbrott var den inte längre ett standardvapen inom USA:s försvarsmakt och hade ersatts av kulsprutepistolen M3 "Grease gun" och karbinerna M1 och M2. Många Thompson-kpistar hade sänts till Kina som militärhjälp innan Chiang Kai-sheks nationalistregering störtades av Maos kommunistiska styrkor 1949. Under Koreakriget överraskades amerikanska soldater av att kinesiska trupper i stor utsträckning var utrustade med amerikanska Thompson-kpistar. Många av dessa togs i krigsbyte av amerikanska soldater och användes i sin tur mot kineserna.
Under Vietnamkriget utrustades sydvietnamesiska styrkor med Thompson och en del av dessa användes även av amerikanska specialstyrkor, militära rådgivare och andra amerikanska trupper.
Thompson-kpisten användes även av polis i USA och andra delar av världen, bland annat av FBI. Den amerikansk federala polisen FBI använde Thompson fram till 1976 då den förklarades vara omodern. Alla den amerikanska statens Thompson förstördes, utom ett fåtal museiexemplar.
Varianter av Thompson-kpisten, eller kopior av vapnet, dyker fortfarande upp i konflikter runt om i världen, som till exempel i Bosnienkriget.

## Funktion och kännetecken
Thompson-kpisten, särskilt den tidiga M1921, hade en hög eldhastighet (1000 skott/minut), högre än de flesta kulsprutepistoler med mindre kaliber. Den höga eldhastigheten i kombination med en tung avtryckare och en kraftigt lutande kolv gjorde att vapnet tenderade att stegra vid automateld.
Jämfört med moderna kulsprutepistoler är Thompson tung, svår att sikta med och har en kraftig rekyl. För sin egen tid var det emellertid en av de mest effektiva och pålitliga kulsprutepistolerna som fanns tillgänglig.
På grund av såväl gangsterrelationen som användningen under andra världskriget är Thompson ett eftersökt samlarobjekt bland vapensamlare. En fungerande M1928 kan lätt ge så mycket som 20 000 amerikanska dollar. Omkring 1 700 000 vapen tillverkades av Auto-Ordnance Company, Savage Arms och Colt's Manufacturing Company, varav 1 387 134 av de förenklade andra världskrigsmodellerna M1 och M1A1. Halvautomatiska replikor av Thompson-kpisten tillverkas idag av Auto-Ordnance.

## Varianter

### Persuader och Annihilator
Två huvudsakliga modeller föregick den huvudsakliga tillverkningen. Persuader var en bandmatad version från 1918. Annihilator matades med ett 20-skotts stavmagasin och utvecklades 1918-1919. Dessutom utvecklades 50- och 100-skotts trummagasin.

### M1921
Detta var den första huvudsakliga modellen. 15 000 vapen tillverkades av Colt. Mekanismen var en så kallad halvreglad låsning. M1921 var dyr att tillverka och kostade i handeln 225 dollar (cirka 2100 dollar i 2005 års penningvärde) och hade högklassiga trädetaljer och omsorgsfullt tillverkade mekaniska delar. Den användes i viss utsträckning av USA:s marinkår i Nicaragua men typgodkändes inte officiellt. Den hade en relativt hög eldhastighet på 1000 skott per minut. Modellen blev det klassiska gangstervapnet under förbudstiden i USA och blev känd som "tommy gun" i pressen.

### M1923
Denna modell demonstrerades för USA:s armé och hade en längre pipa och avfyrade en kraftigare patron. Den var tänkt att ersätta kulsprutegeväret BAR som ett understödsvapen och hade bland annat bajonettfäste och bipod. Armén föredrog dock sin BAR och modellen serietillverkades aldrig.

### M1927
Detta var en halvautomatisk version av M1921 med förlängd pipa.

### M1928
Detta var den första modell som användes i större omfattning av militär då USA:s flotta och marinkår köpte in den. Vid andra världskrigets utbrott köptes den in av Storbritannien och Frankrike, vilket räddade tillverkaren från konkurs. Eldhastigheten sänktes till 800 skott per minut.

### M1928A1
Denna variant började masstillverkas innan attacken mot Pearl Harbor allteftersom lagren på M1928 tog slut. Förändringar inkluderade ett horisontellt främre handgrepp istället för den tidigare vertikala främre pistolkolven och fästen för en bärrem. Vapnet användes främst av marinkåren i Stilla havsområdet. Det kunde använda både 20- och 30-skotts stavmagasin och de större trummagasinen. Erfarenheten visade emellertid att trummagasinen var känsligare och mer benägna att krångla. 562 511 stycken av denna variant tillverkades.
Sovjetunionen fick ta emot M1928A1 tillsammans med de lätta stridsvagnar av typen M3 Stuart som de fick ta emot som en del av Lend Lease-programmet. På grund av att det saknades ammunition av rätt typ distribuerades vapnen inte till soldaterna utan lades i förråd.En del av dessa vapen har återimporterats till USA sedan 2006 som "reservdelsvapen".

### M1
Den här modellen, formellt antagen som "United States Submachine Gun, Cal. .45, M1", var resultatet av ytterligare förenklingar. Slutstycket modifierades och eldhastigheten sänktes till 600 skott per minut. M1 använde en förenklad rekylmekanism och manöverhandtaget flyttades från ovansidan till vapnets högra sida. Möjligheten att använda trummagasin avlägsnades, liksom mynningsbromsen, det inställbara bakre siktet och kylningsräfflorna på pipans utsida.
Endast stavmagasin användes till denna modell och de ursprungliga 20-skottsmagasinen fick sällskap av ett 30-skottsmagasin. Eftersom magasinhållaren inte var designad för 30-skottsmagasinets vikt hände det att magasin oavsiktligt lossnade från vapnet.
Gevärskolven på M1 gick inte att ta loss, något som varit möjligt på de tidigare modellerna.

### M1A1
Detta var i princip en M1 med ytterligare några mindre förbättringar. Detta vapen kunde tillverkas på halva tiden mot vad det tog att tillverka en M1928A1, och till en mycket lägre kostnad. 1939 hade en Thompson kostat 209 dollar. Våren 1942 var kostnaden nere i 70 dollar och i februari 1944 kostade en M1A1 45 dollar, inklusive tillbehör och reservdelar. Under slutet av 1944 kom Thompsons ersättare, den ännu billigare M3 "Grease gun". Magasinhållaren förbättrades så att 30 skotts-magasinet inte trillade av. Gevärskolven gick att ta av igen.